# Олимпийский комитет Вьетнама
Олимпийский комитет Вьетнама (вьет. Uỷ ban Olympic Việt Nam) — организация, представляющая Вьетнам в международном олимпийском движении. Основан в 1976 году; зарегистрирован в МОК в 1979 году.
Штаб-квартира расположена в Ханое. Является членом Международного олимпийского комитета, Олимпийского совета Азии и других международных спортивных организаций. Осуществляет деятельность по развитию спорта во Вьетнаме.